# Petra Kvitová
Petra Zhul Kvitová (født 8. marts 1990 i Bílovec, Tjekkoslovakiet) er en professionel tennisspiller fra Tjekkiet. Hun opnåede sit hidtil bedste resultat, da hun vandt damesinglerækken i Wimbledon 2011 med finalesejr over Marija Sharapova.